# Glenea niobe
Glenea niobe är en skalbaggsart som beskrevs av Thomson 1879. Glenea niobe ingår i släktet Glenea och familjen långhorningar.
Artens utbredningsområde är Myanmar. Inga underarter finns listade i Catalogue of Life.